# Vittaria mediosora
Vittaria mediosora là một loài dương xỉ trong họ Pteridaceae. Loài này được Hayata mô tả khoa học đầu tiên năm 1915.